# 兼子眞
兼子 眞（かねこ まこと、1948年〈昭和23年〉7月17日 - ）は、日本の実業家。1971年（昭和46年）輸入自動車販売のチェッカーモータース株式会社を創業。2004年（平成16年）シー・エム・プランニング株式会社を設立し、白金・原宿・桜新町に時計宝飾店ガレリアを、神宮前に化粧品什器販売アレーゼを構える。かつてレーシングチームFLATOUTのオーナー兼監督を務めており、自身もレーシングドライバーとしての顔を持つ。さらに、人材派遣会社の顧問や雑誌の創刊、編集、執筆も手がけるなど、幅広い分野で活躍している。

## プロフィール

### 生い立ち
1948年7月17日、東京都世田谷区の名家に生まれる。父は社会心理学者の兼子宙、母は国連婦人部日本代表の一員を務めた兼子英子、伯父は日本の民事訴訟法学の独自性の基礎を築いた法学者の兼子一。行政法学者で東京都立大学名誉教授の兼子仁を従兄に、日本の私学教育振興に寄与し英国人ながら瑞宝章を受勲したジェームス・フィーガンを義兄に持つ。裕福な環境で育ち、終戦間もない幼少期にはアメリカから自宅に届く物資を近所の住民に配っていた。また、母親が女性としては日本で5本の指に入るほど早くに自動車の運転免許証を取得しており、その影響でまだ“車1台で田園調布に家が建つ”という時代に、幼い頃から車のある生活を送っていた。

### 学生時代
早稲田大学高等学院を経て、1967年（昭和42年）早稲田大学 第一政治経済学部経済学科に入学。当時は東大闘争、全学共闘会議（全共闘）など学生運動が盛んであったが、ヘルメットにゲバ棒スタイルの同年代の学生を横目に、自身は会社の経営に乗り出す（大学3年 - 4年のときには既に会社を経営していた）。その利益で、当時まだ数えるほどしか日本に輸入されていなかったポルシェを学生にして購入し乗車していたという逸話が残っており、その頃からすでに後の経営者としての片鱗を見せていた。

## チェッカーモータース

### 創業
1971年に早稲田大学 第一政治経済学部経済学科を卒業すると、自身で稼いだ300万円の資本金を元手に同年、中古車販売のチェッカーモータース株式会社を創業。当時、発売直後のGT＆スポーツと呼ばれる車を扱う中古車ディーラーは国内に数社しかなく、当初から個性的なディーラーとして注目を集めることになる。

### 高度経済成長〜スーパーカーブーム
1970年代前半、日本は戦後の復興から高度経済成長期を経て富裕化が進んでおり、“憧れの的”であるスポーツカーを取り扱うチェッカーモータースは瞬く間にその存在を認知されることとなった。1973年（昭和48年）のニクソン・ショックと第一次オイルショックで日本の高度経済成長は終わりを告げるが、翌1974年（昭和49年）にはスーパーカーブームが巻き起こり、後楽園球場やよみうりランドを始め全国でスーパーカーショウを開催。環状8号線の店舗前には子供たちが集まりすぎて警察官が交通整理を行うほどであった。そして全盛期には開店を待つ客が朝から店の前で行列を作り、営業マンが1人で1ヶ月に60台も売り上げることもあった。兼子眞自身も映画への出演やオールナイトニッポンのDJなどを務めている。

### 中古車販売店から新車ディーラーへ
1983年（昭和58年）になると、伊フィアットの日本代理店としてウーノ・リトモなどの輸入販売を行なうとともに、趣味性の高いポーランド製126バンビーノの輸入や英国マーコス・パンサー、ポルトガル製ミニ・モークなどの輸入を手がけるようになった。また、当時フィアットが東京と大阪でしか購入できなかったことに疑問を抱き、各地に代理店を設けて全国販売の道を切り開く。北は北海道、南は沖縄まで自ら出向いて直談判するという方法で、全国に販売ネットワークとサービスネットワークを築き上げた。

### チェッカーモータース売却
1989年（平成元年）、住友商事系のサミットモータース (同社は後に解散) にフィアットの日本代理店権が移行した後は、ローバージャパン (同社は後に解散)、さらに1991年（平成3年）よりフィアット＆アルファロメオモータースジャパン (現:フィアット･グループ･オートモービルズ･ジャパン) の正規代理店となる。しかし1997年（平成9年）、輸入代行を依頼していた東食が会社更生法の適用を申請し事実上倒産したことを境に、経営状況は余波を避けられず激変していく。そして2001年（平成13年）、チェッカーモータースを分社し、所有全株を売却。これにより、自身が30年かけて築き上げてきたものをすべて失うこととなるが、その一方で個人資産のほぼ全額を使って社員がそれまで通りチェッカーモータースで働けるよう奔走した。

## その後の兼子眞
チェッカーモータース売却後は、同社最高顧問に就任。日興アントファクトリーが資本参加した際には、社員幹部の教育や組織運営全般に対する指導を行なっている。また、2002年（平成14年）には、香港・上海・台湾・タイ・シンガポールに海外拠点を持つ人材派遣会社パヒューマ・アジア・カンパニー・リミテッド（株式会社パソナの子会社）の顧問に就任。1970年代にソフトバンクの孫正義、エイチ・アイ・エスの澤田秀雄とともにベンチャー三銃士と称されたパソナ代表取締役グループ代表兼社長の南部靖之の代理として、毎月行なわれるミーティングの議長および相談役を務めていた。しかし2004年（平成16年）、自身の新たな事業の展開を図り、チェッカーモータース、パヒューマ・アジア・カンパニー・リミテッドともに顧問の職を辞している。

## シー・エム・プランニング

### 時計販売部門 ガレリア設立
2004年、港区白金にシー・エム・プランニング株式会社（コミュニケーション・メソッド・プランニングの略）を設立し、USEDの時計も取り扱う高級宝飾店ガレリアを白金に構える。これは、USEDの時計が質屋以外では販売されていないことに目をつけ、“USED＝質屋、新品＝メーカー系列”という既存の枠に捉われない新しい時計販売形態の構築を目論んでのことであった。しかし、古くから確立されるいわば“常識”ともいうべき流通形態を覆すことが容易ではないことは言うまでもなく、また本人に時計の知識も販売の経験もなかったため、オープン当時は「成功するはずがない」と反対の声も多く囁かれていた。しかし、そんな周囲の予想とは裏腹に、現在ガレリアは海外の時計ブランド「カタマラン」(スイス)、「ゲス」(スイス)、「トレアッカ」(イタリア)、「ランカスター」(イタリア)の正規販売店となり、原宿・桜新町にも店舗を構えている。

### 化粧品什器販売部門 アレーゼ設立
現在、兼子眞は別法人のシー・エム・プランニング株式会社を渋谷区神宮前に設立し、アレーゼの名称で化粧品什器販売事業も展開している。販売促進と犯罪防止という本来なら相反する2つの要素を兼ね備えた什器の提案や販売、さらに化粧品コーナーを含めた店内全体のコンセプト作り、店舗デザインまでを手がけている。

## サーキットにおける兼子眞

### レーシングドライバーとして
チェッカーモータース創業以来、経営者・実業家として自らが切り開いた道を走り続けてきた兼子眞だが、その傍らでレーシングドライバーとして国内のさまざまなレースに参戦した経歴も持つ。それも、趣味としてレーシングを楽しむというようなものではなく、体を鍛え上げ、車の構造や重力、空気抵抗の原理などを徹底的に勉強してプロのドライバーとして全日本選手権などを戦っている。ちなみに、兼子眞の経営手法には、自身のレーシングドライバーとしての経験が役立っているようである。時速200km超のいわゆる“レーシングスピード”の世界の中で培った、ハンドルを右にきるか？左にきるか？ぶつかるか？ぶつからないか？という瞬時の決断力が、そのまま経営にも活かされている（それゆえに、独断的である、人の話を聞かないと思われることもある）。

### レーシングチーム監督として
チェッカーモータースは会社でチェッカー・モータースポーツ・クラブを持っており、JAFの公認クラブ（加盟クラブではなくレースを主催できる）として筑波や富士でJAF公認のレース、選手権シリーズが掛かったレースを開催していたが、兼子眞はそれとは別に個人のチームFLATOUTを所有しており、そのオーナー兼監督を務めていた。FLATOUTは、国内最高峰となる全日本選手権レースに参戦するプロチームとして発足。ドライバーは1983年に関谷正徳。1984年（昭和59年）より鈴木亜久里を採用し現在のフォーミュラ・ニッポンの前身であるF-2、富士GCに参戦。1986年（昭和61年）には太田哲也との2台体制を確立し富士GC、F-3000に参戦するなど、デイブ・スコットやラッツェンバーカー、アンデルス・オロフソン等を含む多くの一流ドライバーを起用し、輝かしい成績を収めた。また1998年（平成10年）5月、太田哲也が多重事故に巻き込まれて瀕死の重傷を負った全日本GT選手権第2戦（富士スピードウェイ）で監督を務めていたのも兼子眞であり、太田哲也本人によるドキュメンタリー映画「クラッシュ」の中でも事故当時のことを語っている。そして、奇跡の生還を果たした太田哲也が過酷な治療とリハビリを乗り越えて挑んだ復帰レース「アルファチャレンジカップ・ユーロカップ」（2003年〈平成15年〉/アルファ・ロメオのワンメイクレース）で監督を務めたのもまた兼子眞である。

## その他の経歴
辰巳出版から発行されていた「ミニ・マグ」（1993年〈平成5年〉創刊）、ネコ・パブリッシングが発行している「パーフェクトボート」（2000年〈平成12年〉創刊）、さらに医療関係誌など複数の雑誌の創刊に携わっており、編集・執筆も手がけている。著書には、美知真のペンネームで自身の愛車や1970年代の若者の生活を綴った「私がめぐり会った素敵な恋人(車）たち」（CBSソニー出版〈現ソニー・マガジンズ〉/ かつて同社が発行していた「ロード＆トラック」誌に寄稿した記事を製本し直して発行されたもの）がある。